# 朱弟雄
朱弟雄（1955年1月—），湖北松滋人，汉族，商人、中华人民共和国政治人物。中国社会科学联合会研究员、中国塑料加工工业协会副理事长、中国光通信协会专家委员、全国人大湖北地区代表。職稱是高级工程师。

## 生平
1970年10月參加工作，1986年3月加入中国共产党。1982年創建湖北凯乐公司，2000年凯乐科技上市後，任凯乐科技股份有限公司董事长。2008年收购黄山头酒业，在長沙、武漢等地開展房地產生意。2008年起担任第十一届全国人大代表。2013年起担任第十二届全国人民代表大会代表。

## 履歷[3]
1970年10月-1974年8月任松滋县刘家场水泥厂化验员。
　　1974年8月-1978年8月任松滋县塑料厂技术科长。
　　1978年8月-1980年9月在湖北省二轻工业学校塑料加工系学习。
　　1980年9月-1982年10月在湖北沙市塑料八厂任技术科长。
　　1982年10月-1990年12月任公安县闸口镇塑料管材厂副厂长、厂长、党支部书记。
　　其间于1984年9月-1987年7月在武汉工学院经济管理系函授学习，获得大学学历。
　　1991年元月-1993年2月任荆州地区塑料管材厂党委书记、厂长。
　　1993年2月至今任湖北凯乐科技股份有限公司党委书记、董事长。
　　其间于1999年5月-2001年5月在北方交通大学工商管理学院学习，获得硕士学位。